# Alfredo Panzini
Alfredo Panzini (* 31. Dezember 1863 in Senigallia; † 10. April 1939 in Rom) war ein italienischer Schriftsteller, Historiker, Italianist und Lexikograf.

## Leben und Werk
Panzini wuchs in Rimini auf (das er als seine Vaterstadt betrachtete), sowie in Venedig. Er studierte von 1882 bis 1886 in Bologna bei Giosuè Carducci und Francesco Acri und wurde promoviert mit der Arbeit Saggio critico su la poesia maccheronica (Castellamare di Stabia 1887). Von 1886 bis 1924 war er Gymnasiallehrer in Castellammare di Stabia, Imola, Mailand (1888–1917) und Rom (1918–1924).
Bis zu seinem Tod war Panzini 30 Jahre lang ein berühmter und viel verkaufter Prosaschriftsteller. Dann fiel er der marxistischen Kritik zum Opfer und geriet in Vergessenheit. Heute gilt er als Autor der zweiten Reihe („Minori“).
Großen Erfolg hatte sein sehr persönlich gehaltenes Wörterbuch der Neologismen (Neuwörter), das von Bruno Migliorini fortgesetzt wurde.
Panzini war Mitglied der von der faschistischen Regierung geschaffenen, 1926 bis 1943 bestehenden, Reale Accademia d'Italia (1929).
2008 wurde in Bellaria-Igea Marina, wo Panzini ein Haus besaß, die Accademia Panziniana gegründet, die eine informationsreiche Internetseite unterhält.

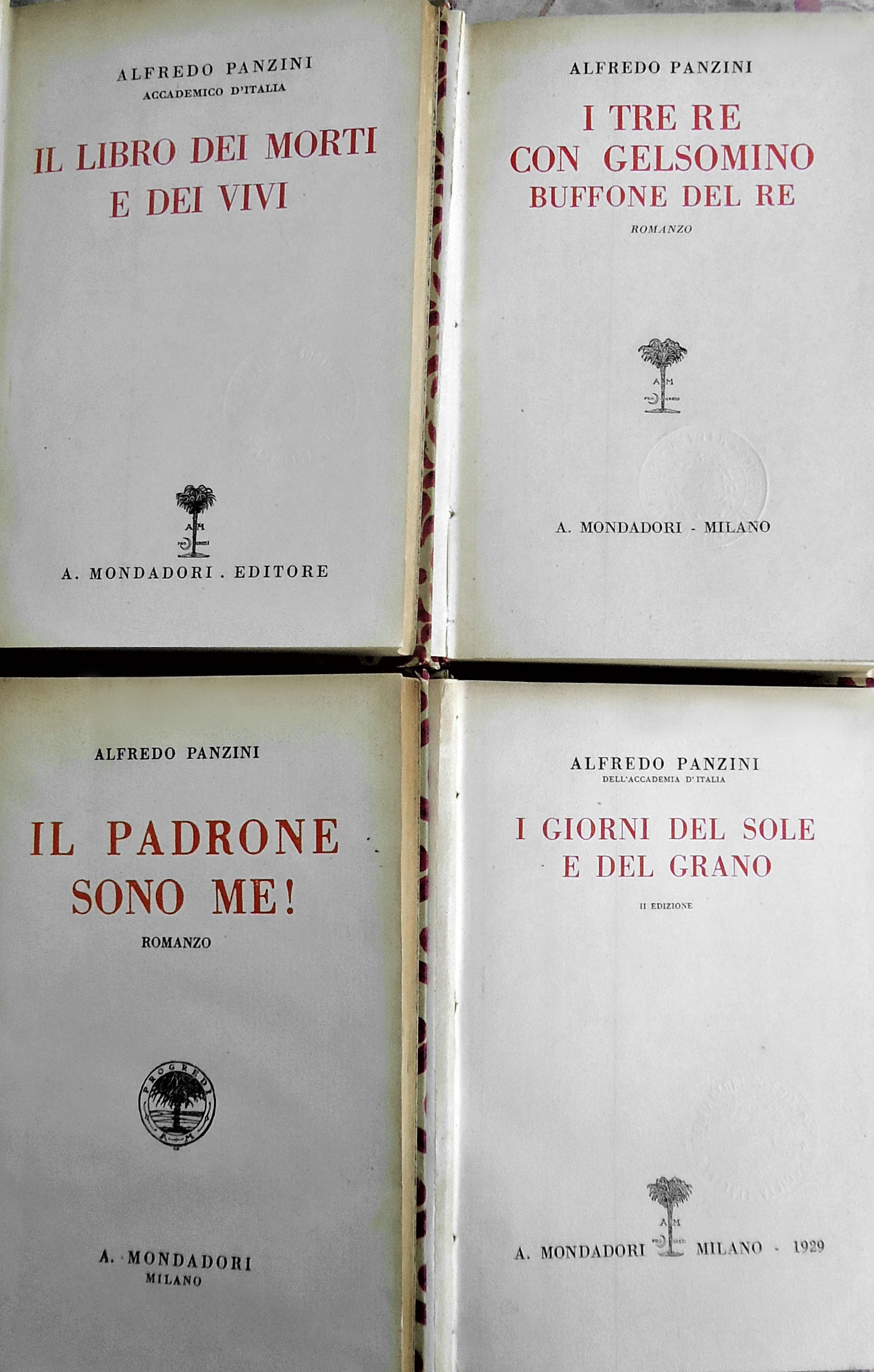
Alfredo Panzini, romanzi

## Werke
- 1938 – Sokrates und Xanthippe : Ernst und Ironie um den "Weisesten aller Menschen", Bruckmann
- 19? – Der Graf Cavour : retter und einigener Italiens, Paul Zsolnay verlag

### Belletristik (Auswahl)
- Il libro dei morti, Mailand 1893, 1919, 1941
- Piccole storie del mondo grande, Mailand 1901(Teilausgabe: Leuma e Lia, hrsg. von Walter Hebeisen, Bern 1942)
- La lanterna di Diogene, Mailand 1907, 1939, Bologna 1999 (rumänisch, Bukarest 1972)
- Santippe. Piccolo romanzo fra l’antico e il moderno, Mailand 1914, 1941 (ungarisch: Pécs 1929; polnisch: Lwów 1934; deutsch: Sokrates und Xanthippe. Ernst und Ironie um den „Weisesten aller Menschen“, übers. von Elsa Bruckmann, München 1938; französisch: Xanthippe. Petit roman antique et moderne à la fois, Paris 1947)
- Io cerco moglie!, Mailand 1920, 1951 (französisch, Paris 1919; englisch, New York 1922; rumänisch: Bukarest 1928; serbokroatisch, Zagreb 1961)
- Il mondo è rotondo, Mailand 1921
- La pulcella senza pulcellaggio. Romanzo d’altri tempi, Mailand 1925, 1939 (schwedisch, Lund 1953; ungarisch, Budapest 1959)
- Il bacio di Lesbia, Mailand 1937, Bologna 2000
- Sei romanzi tra due secoli, Mailand 1939
- Romanzi d’ambo i sessi, hrsg. von P. Pancrazi, Mailand 1941
- Opere scelte, a cura di Goffredo Bellonci, Mailand 1970
- (mit Francesco Pastonchi) Italienische Novellen, übersetzt von Carl Steinhoff, Wilhelmshorst 1997

### Italianistik und Klassische Philologie

#### Alte Sprachen
- (Hrsg.) Elegie di Ovidio e Tibullo, Mailand 1891
- (Hrsg.) Le Bucoliche di Virgilio, Mailand 1891
- (Hrsg.) Nuova Antologia latina. Brani tratti da autori della bassa latinità e medievali, Mailand 1899, 1909
- (Hrsg.) Le Opere e i Giorni di Esiodo, Mailand 1928

#### Italienische Literaturgeschichte
- (Hrsg.) Agnolo Fiorenzuola, Scritti, Mailand 1890
- L’evoluzione di Goisuè Carducci, Mailand 1894, 1948, 1994
- Matteo Maria Boiardo, Messina 1918
  - (Hrsg.) Le più belle pagine di Matteo Maria Boiardo, Mailand 1926
- Dante nel sesto centenario. Per la gioventù e per il popolo, Mailand 1921
- La bella storia d’Orlando innamorato e poi furioso, Mailand 1933
- Casa Leopardi. La giovinezza di Giacomo. Il nobil’uomo Monaldo, hrsg. von P. Pancrazi, Florenz 1948

#### Lexikografie
- Dizionario moderno. Supplemento ai dizionari tradizionali, Mailand 1905, 1908, 1918, 1923, 1927
  - Dizionario moderno. Supplemento delle parole che non si trovano negli altri dizionari, 1931, 1935; hrsg. von Alfredo Schiaffini und Bruno Migliorini 1942, 1950, 1963

#### Grammatik und Rhetorik
- Semplici nozioni di grammatica, Mailand 1913, 1930
  - Grammatica italiana e introduzione allo studio del latino, Florenz 1940
- Manualetto di retorica, Florenz 1912, 1929
  - La parola e la vita. Avviamento all’arte dello scrivere e all’analisi estetica, Mailand 1929
- Piccola guida della grammatica italiana con un prontuario delle incertezze. Libretto utile per ogni persona, Florenz 1932

### Geschichte
- Il 1859. Da Plombieres a Villafranca. Storia narrata, Mailand 1909
  - Il conte di Cavour, Mailand 1931 (französisch: Cavour et l'épopée du Risorgimento, Paris 1922; rumänisch, Craiova 1932; deutsch: Der Graf Cavour. Retter und Einiger Italiens, Berlin/Wien/Leipzig 1940; spanisch: Madrid 1945)
- La patria nostra. Storia romana, medievale e moderna, 3 Bde., Mailand 1910